# 1998年アジア競技大会におけるラグビー競技
1998年アジア競技大会におけるラグビー競技（1998ねんアジアきょうぎたいかいにおけるラグビーきょうぎ）は、15人制と7人制の2種目で開催された。アジア大会でラグビーが採用されたのは今回が初めてである。

## 15人制
6チームが2組に分かれてプール戦と決勝トーナメントで争った。

### 結果
| 順位 | 国                   |
| ---- | -------------------- |
| 金   | 韓国                 |
| 銀   | 日本                 |
| 銅   | チャイニーズタイペイ |
| 4    | スリランカ           |
| 5-6  | タイ                 |
| 5-6  | カザフスタン         |

## 7人制
2組に分かれてのプール戦と決勝トーナメントが行われた。

### 結果
| 順位 | 国                   |
| ---- | -------------------- |
| 金   | 韓国                 |
| 銀   | 日本                 |
| 銅   | タイ                 |
| 4    | チャイニーズタイペイ |
| 5-7  | スリランカ           |
| 5-7  | 香港                 |
| 5-7  | スリランカ           |